# زاوية الشرفاء
زاوية الشرفاء هي قرية صغيرة من قرى ولاية قبلي بالجنوب التونسي، وتتبع إداريا عمادة أم الصمعة من معتمدية سوق الأحد، وينحدر سكانها مثلها مثل مركز العمادة من بلدة جمنة.